# Voljavica
Voljavica (en serbe cyrillique : Вољавица) est un village de Bosnie-Herzégovine. Il est situé dans la municipalité de Bratunac et dans la république serbe de Bosnie. Selon les premiers résultats du recensement bosnien de 2013, il compte 481 habitants.

## Géographie
Voljavica, également connue sous le nom de Voljevica, est située sur les bords de la Drina.

## Démographie

### Répartition de la population (1991)
En 1991, le village comptait 1 379 habitants, répartis de la manière suivante :

### Communauté locale
En 1991, la communauté locale de Voljavica comptait 1 625 habitants, répartis de la manière suivante :